# Joaquim Planas i Borrell
Joaquim Planas i Borrell fou un empresari i polític català. Fou elegit diputat pel districte de Terrassa a les eleccions generals espanyoles de 1881 dins les files del Partit Liberal Fusionista. Tant a les anteriors eleccions com a les posteriors fou vençut pel candidat del Partit Conservador Pau Turull i Comadran. Aprofità el seu càrrec en el Congrés per defensar els seus interessos en empreses del ferrocarril de Llerona a Sant Martí de Provençals.